# Вестник (бухта)
Вестник — бухта Тихого океана у юго-восточного побережья полуострова Камчатка.
В северной части бухты находится остров Уташуд. В залив впадают реки: Вестник, Инканюш, Ильинская.
Названа в 1882 году во время гидрологических работ в акватории бухты экипажем клипера Вестник в честь своего корабля. До этого времени бухта практически не посещалась людьми. После подписания договора между Российской империей и Японией «об обмене территориями» на берегу бухты в 1880 году основали поселение жители Курильских островов, не пожелавшие принять японское подданство. Однако спустя 8 лет из-за тяжёлых условий они были переселены в другое, более удобное место.
Акватория бухты Вестник служит местом остановки серых китов во время своих ежегодных миграций к берегам Северной Америки. Также здесь находятся лежбища тюленей и каланов.